# Gulam
Gulam ou gulamo (em árabe: غُلاَم; romaniz.: ghulām; pl. em árabe: غِلْمَان; romaniz.: ghilmān), às vezes grafado como gulbano e derivadamente escrito como gulamusseine (Gulamhussein - "rapaz bonitinho") ou gulamudine (Gulamuddin - "servidor da religião"), é um termo histórico árabe como inúmeras acepções. Denotou jovens rapazes e serventes e/ou escravos serventes, guarda-costas libertos ou escravos ligados a seu mestre por laços pessoais e artesãos que exerciam função em oficinas nas quais colocaram o nome de seus mestre junto dos seus em suas assinaturas.
Num sentido técnico foi empregado no mundo iraniano pré-islâmico para designar soldados recrutados por generais e reis do Império Sassânida e no mundo islâmico para designar soldados escravos de origem turca empregados no Califado Abássida e nos Impérios Otomano, Safávida, Afexárida, Cajar e Mogol. Com esta última acepção aparece pela primeira vez durante o reinado do califa Almotácime (r. 833–842), muito embora vários autores modernos questionem que já pelo século IX o termo denotasse somente soldados escravos de origem turca, provavelmente designando príncipes iranianos vassalos dos califas e seu séquito pessoal.

## História

### Pérsia
O termo gulam foi utilizado desde o Império Sassânida para designar jovens empregados por reis e generais persas.

### Califado Islâmico
No Califado Omíada, menções esparsas são feitas a alguns gulans presentes na corte ou no palácio dos califas, bem como alguns que estiveram a serviço de certos príncipes ou em seus exércitos; a maioria deles eram escravos de origem eslava ou berbere. No começo do Califado Abássida, certamente alguns gulans estiveram aquartelados dentro das muralhas pelo tempo da fundação da Cidade Redonda de Bagdá. Porém, foi apenas sob o califa Almotácime (r. 833–842) que os gulans começaram a adquirir papel de destaque, fato que reflete o emprego de elementos escravos, como o eunuco Masrur, em processos do governo sob Harune Arraxide (r. 786–809). Ainda durante o reinado de Almamune (r. 813–833), seu irmão, Almotácime trouxe de Samarcanda, na Transoxiana, 3 000 soldados turcos escravos que formariam o núcleo de sua nova guarda pessoal e seu novo exército. Alegadamente teria sido a composição dessa nova força que levou a transferência da capital califal, em 836, para Samarra, muito embora D. Sourdel sugira que havia outros motivos, principalmente vinculados com as políticas de Almotácime. Aos efetivos importados juntaram-se outros, alegadamente também turcos, que estavam em serviços de alguns dignitários de Bagdá e que foram comprados pelo califa.
Apesar de serem definidos como "soldados escravos turcos", a natureza e identidade destes soldados é controversa, com o rótulo étnico e o estatuto escravo deles sendo questionado. Apesar da estrutura dos corpos serem claramente de indivíduos de origem serviu, capturados na guerra ou obtidos como escravos, nas fontes eles nunca são referidos como escravos (mameluco ou ábide), mas como mavali ("clientes" ou "libertos") ou gulam (pajens), implicando que era alforriados, uma visão reforçada pelo fato de receberem salários em dinheiro. Além disso, embora os corpos são coletivamente chamados simplesmente "turcos", atraque (atrak) nas fontes, proeminentemente os primeiros membros não eram nem turcos nem escravos, mas príncipes iranianos vassalos da Ásia Central como o príncipe de Osruxana Caidar ibne Cavus Alafexim que foi acompanhado por seu séquito pessoal (chacar em persa; chacírias em árabe).